# St. Martin (Aicholding)

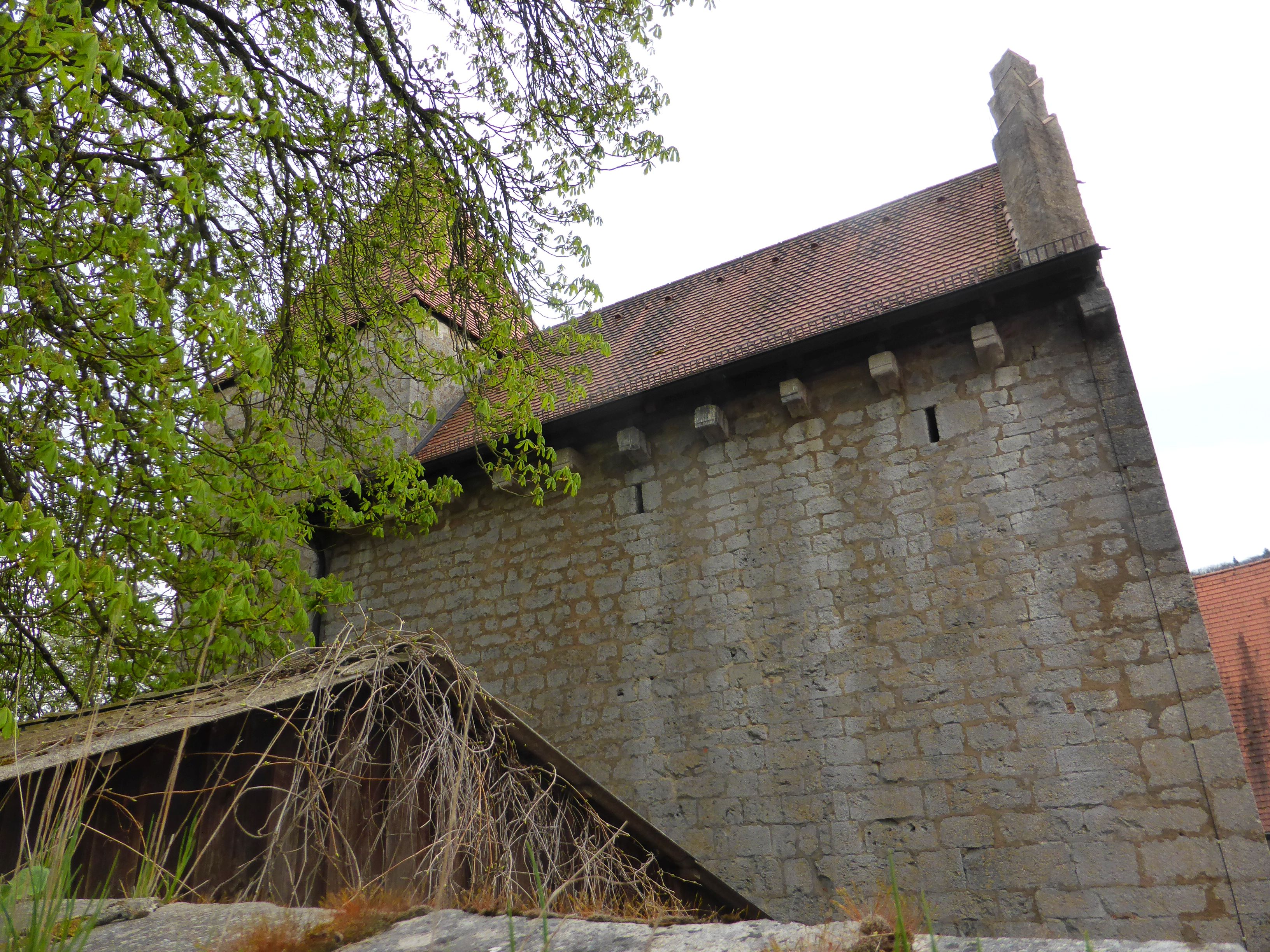
St. Martin (Aicholding)

Die römisch-katholische Kirche St. Martin liegt in Aicholding neben dem Schloss; Aicholding ist heute ein Stadtteil der niederbayerischen Stadt Riedenburg im Landkreis Kelheim. 
Die denkmalgeschützte Kirche ist eine Filialkirche der Pfarreiengemeinschaft Riedenburg.

## Geschichte
Die Kirche ist ein romanischer Bau aus dem 12. Jahrhundert. In dieser Zeit treten die Aicholdinger als hiesige Besitzer auf. Angeblich soll es aber bereits im 11. Jahrhundert (1052) an diesem Ort ein Treffen zwischen  dem salischen Kaiser Heinrich III. mit dem Papst Leo IX. gegeben haben.

## Gebäude
Die Saalkirche besitzt eine eineinhalb Meter dicke Mauern, die aus Quadersteinen mit einer Quaderhöhe von 30 cm  erbaut wurden. Sie ist im Inneren circa 8,5 m lang und 4,6 m breit. Das Kirchenschiff besitzt ein Steildach und ist durch einen zwei Meter breiten Rundbogen mit dem eingezogenen Chorraum verbunden, über den sich ein sogenannter Chorturm erhebt (2,8 m im Geviert). Der Chorturm ist mit einem Pyramidendach  gedeckt. Das Kirchenschiff ist in zwei Joche aufgeteilt, die mit massiven Kreuzgewölben abgedeckt sind. Die Scheitelhöhe der Gewölbe beträgt im Schiff 7,7 m und im Chor 5,6 m. Die Eingangstür befindet sich an der Südseite. Das Dach wird von Kragsteinen getragen.
Aus späterer Zeit stammen die Schwalbenschwanzzinnen am gotischen Westgiebel; die spätgotischen Fialgiebel stammen aus dem 14. oder 15. Jahrhundert.

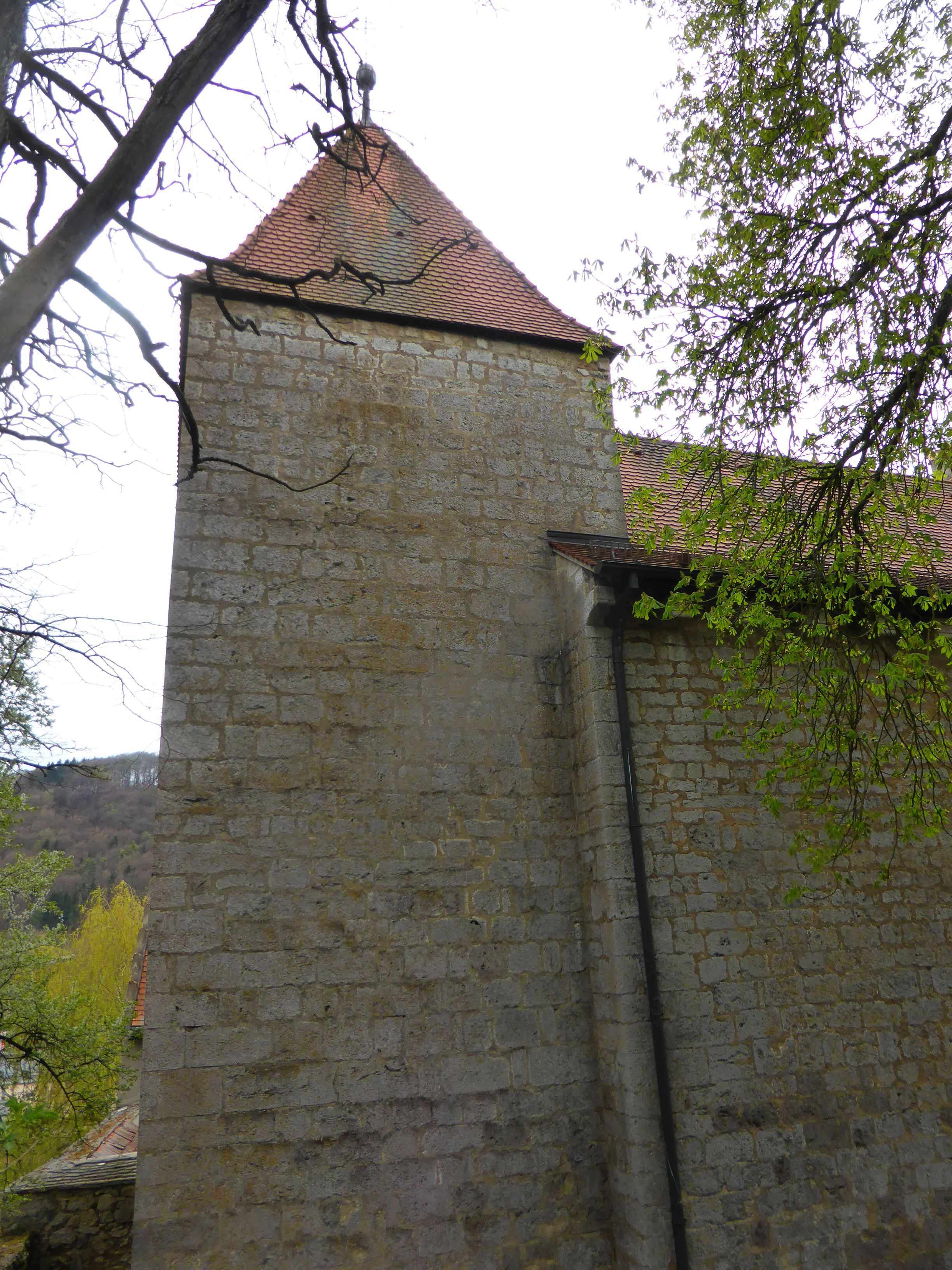
Wehrturm der Kirche St. Martin In Aicholding

Die Kirche diente vermutlich auch Verteidigungszwecken, sie ist zur Außenseite fensterlos und gegen den Hof waren ehemals schießschartenförmige Öffnungen. Von dem Schloss Aicholding führte früher ein hölzerner Gang vom Oberstock in die Empore der danebenliegenden Kirche. Die rechteckige Eingangsöffnung ist heute vermauert, aber die Löcher für die Tragbalken in fünf Meter Höhe sind noch gut zu erkennen. Durch ein Loch im Gewölbe des Chorraums konnte man hinaufgelangen und sich dort mittels der vorhandenen Schießscharten (drei gegen Norden und je eine nach Süden und Westen) verteidigen. Der Chorturm bildete dann die letzte Zuflucht und hatte die Funktion eines Bergfrieds.

## Ausstattung
Um 1725 wurde die Kirche barockisiert. Dabei wurden auf der  Südseite zwei Fenster in den Altarraum und das Kirchenschiff eingebrochen. Seit dieser Zeit ist die Zwischendecke entfernt und ein Kreuzgewölbe mit Stuck eingezogen worden. An der Westseite befindet sich heute eine Doppelempore. Das Kirchengestühl mit geschnitzten Stuhlwangen und gedrehten Kugeln als Aufsätzen stammt auch aus dem Barock, ebenso ein Opferstock aus Holz. Aus dem Ende des 17. Jahrhunderts stammt die aus Holz geschnitzte Kanzel, die mit Engelsköpfen und Fruchtgewinden verziert ist. Chor und Langhaus sind um 1725 mit barockem Stuckwerk überzogen worden. Zwei Engel halten über dem Chorbogen einen stuckierten Vorhang auf und der Blick wird frei auf die (vielleicht legendenhafte) Begegnung zwischen dem Kaiser Heinrich III. und dem Papst Leo IX. Zwei weitere Engel sitzen auf den Kämpfern der östlichen Eckpfeiler. 
Auf den Wandpfeilern sind flache Stuckreliefs des heiligen Johannes Nepomuk und des heiligen Antonius von Padua. An der Decke werden Szenen aus dem Leben des heiligen Martin dargestellt. Das Altarblatt stellt den heiligen Martin dar, wie er seinen Mantel teilt. Er wird seitlich von je zwei Säulen eingerahmt, zwischen denen lebensgroße Stuckfiguren der heiligen Katharina (links) und der heiligen Elisabeth (rechts) stehen.
Unter einem früheren Besitzer des Schlosses, dem Münchner Musikverleger Josef Preißler, wurde die Kirche um 1920 grundlegend erneuert; er konnte auch die gotische Glocke, die der Kirche entfremdet worden war, zurückerwerben (Inschrift: MARIA . LVCAS . MATEVS . MARCV . † HILF).
Eigentümer der Kirche ist heute die Kirchenstiftung St. Johannes Baptist (Riedenburg).